# 天秀路8號
天秀路8號（英語：8 Tin Sau Road）為億京發展的商業項目，位於香港新界元朗區天水圍北天秀路8號，分為酒店及商場兩部份，樓高21層，於2016年落成。億京於2012年3月1日以逾4.1128億港元投得天水圍第108A區地皮，每方呎樓面地價僅約1,470元。

## 商場
項目基座地下至3樓為佔地20萬平方呎的商場，名為「天一商城」，目前業權分散。億京發展自2015年8月起以約9,000元至30,000元一方呎拆售舖位予投資者，但銷售情況欠理想，更錄出撻訂個案。
商戶包括佳宝食品超級市場、大快活、麥當勞、川味閣、精品文具店Bigabuy、家品店百家品、紐約脊醫及物理治療中心、明潮餐廳、八喜小廚、桂林米粉、小鍋米線、圍屋和食料理、輝記香港仔魚蛋粉、吉祥小㕑山西刀削麵、街坊美食無骨海南雞專門店、樓上、藝想天開畫室及Bello Dining等。

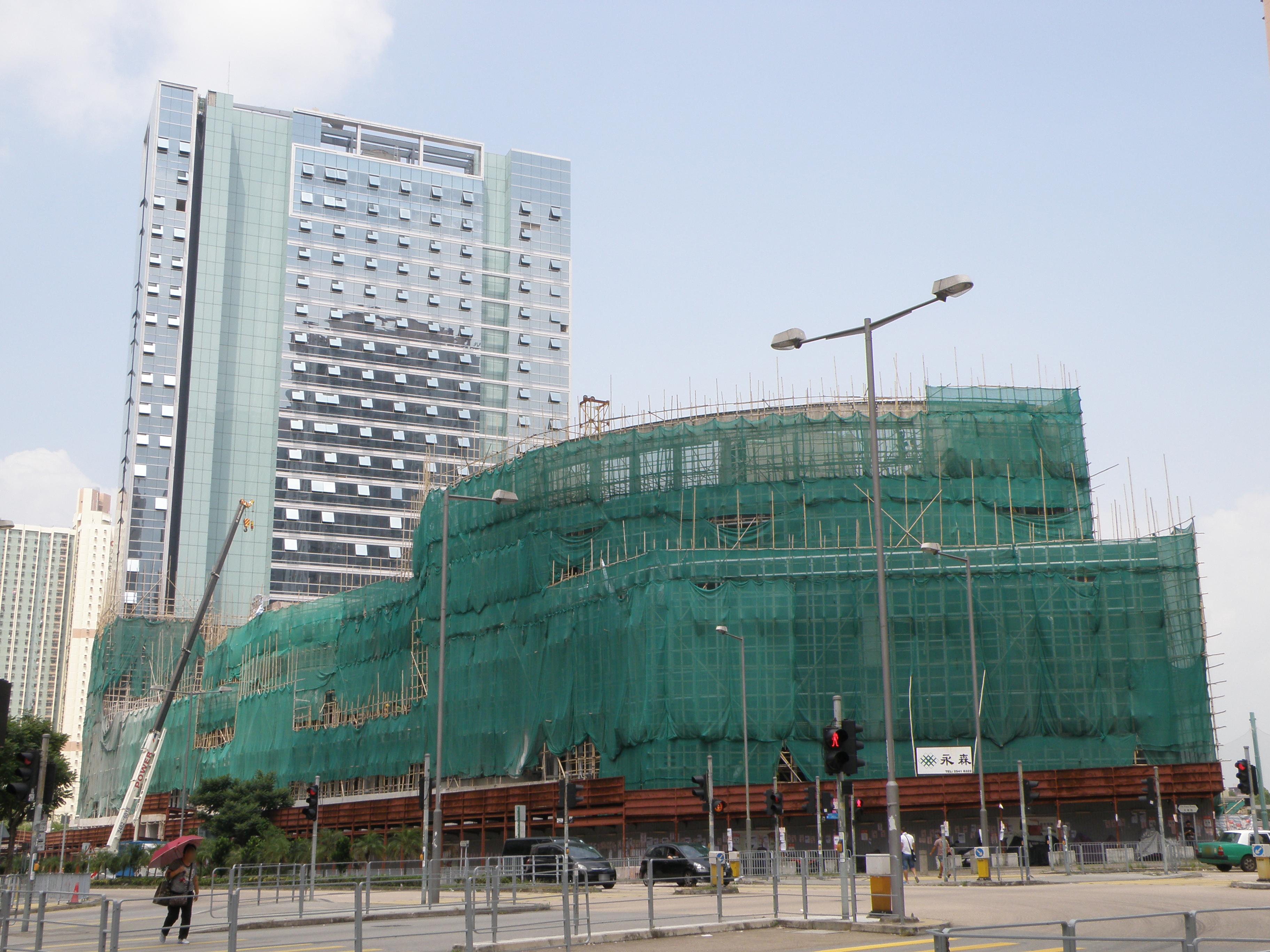
建築中天秀路8號（2015年9月）
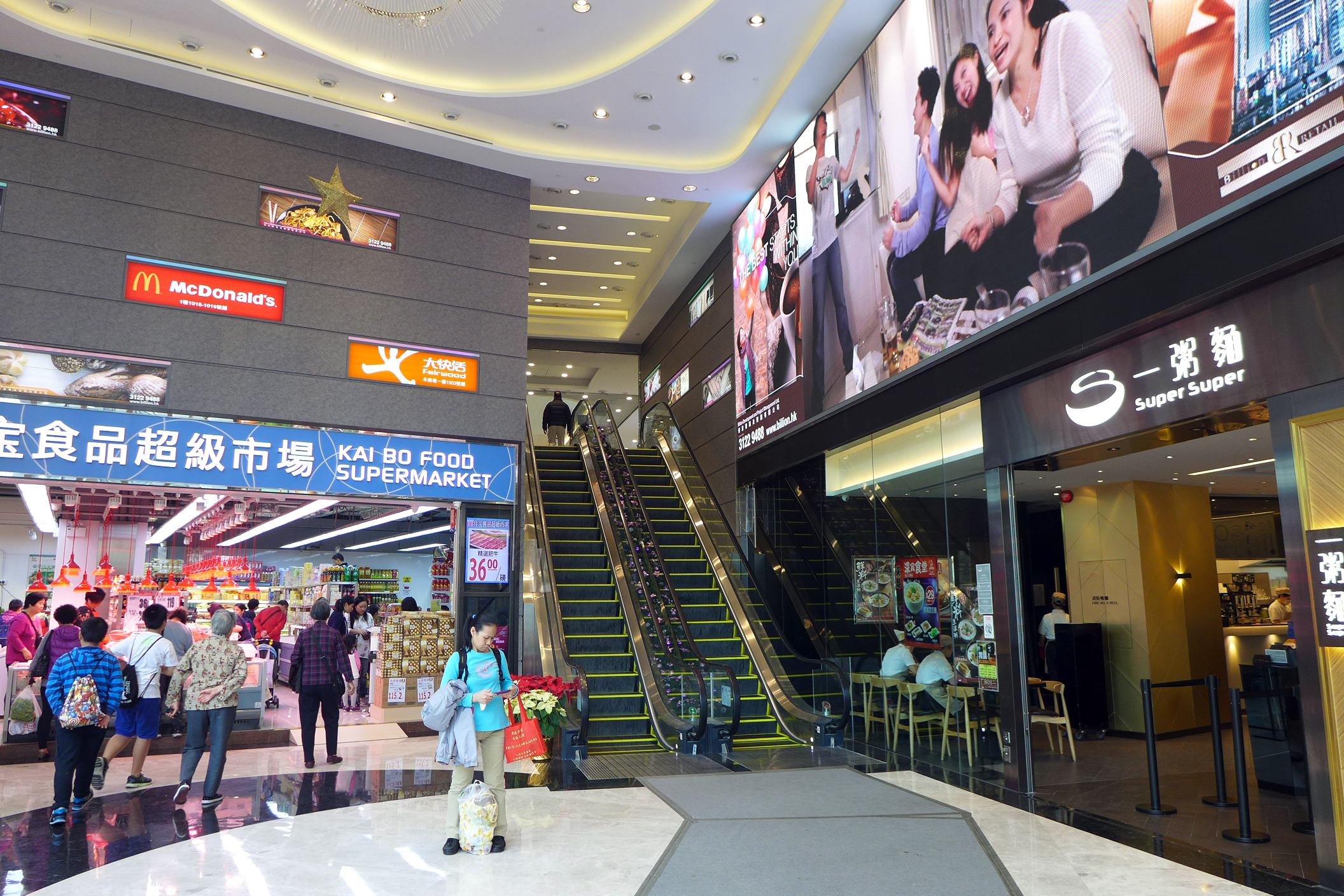
地下入口中庭
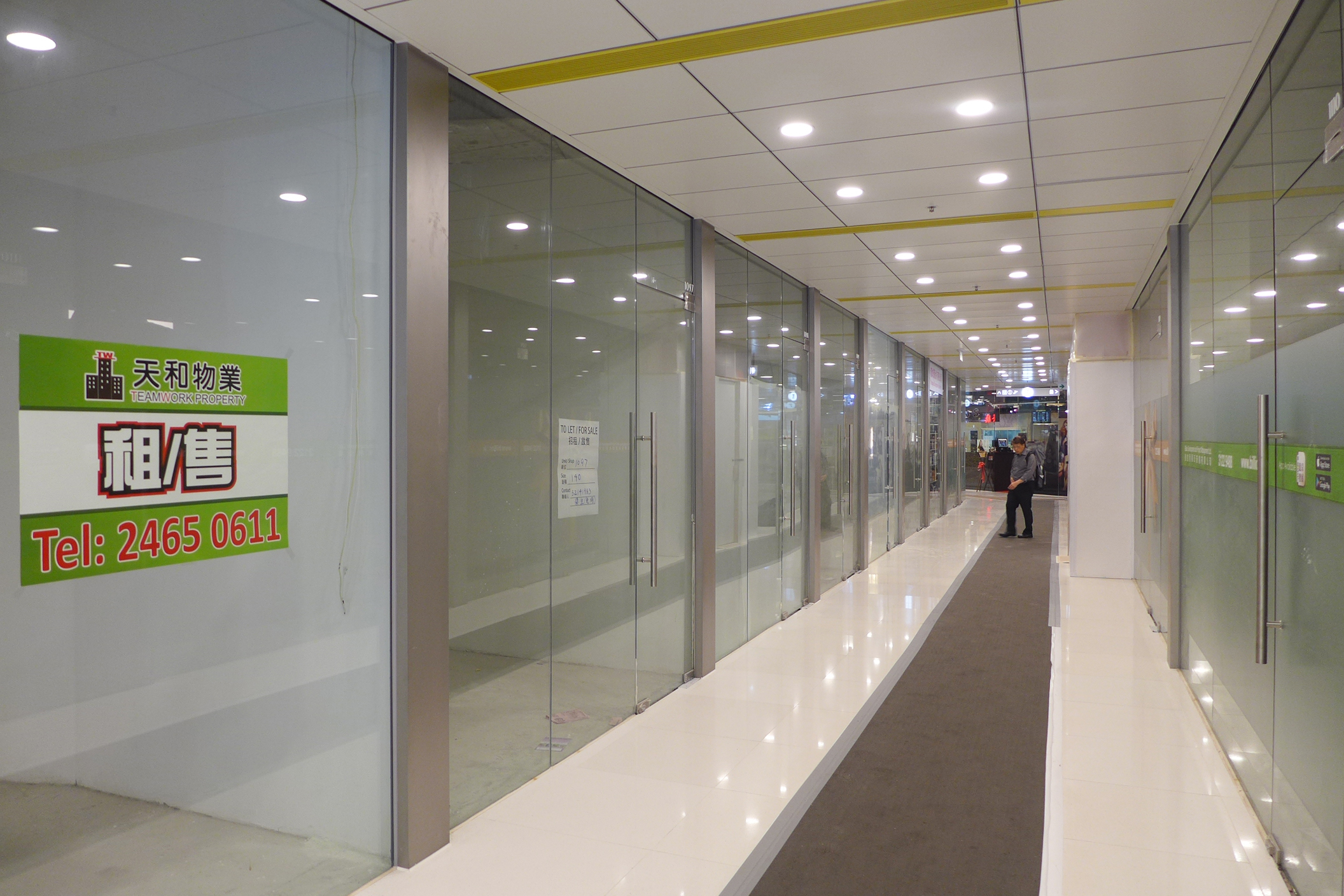
1樓大部分店舖仍空置中
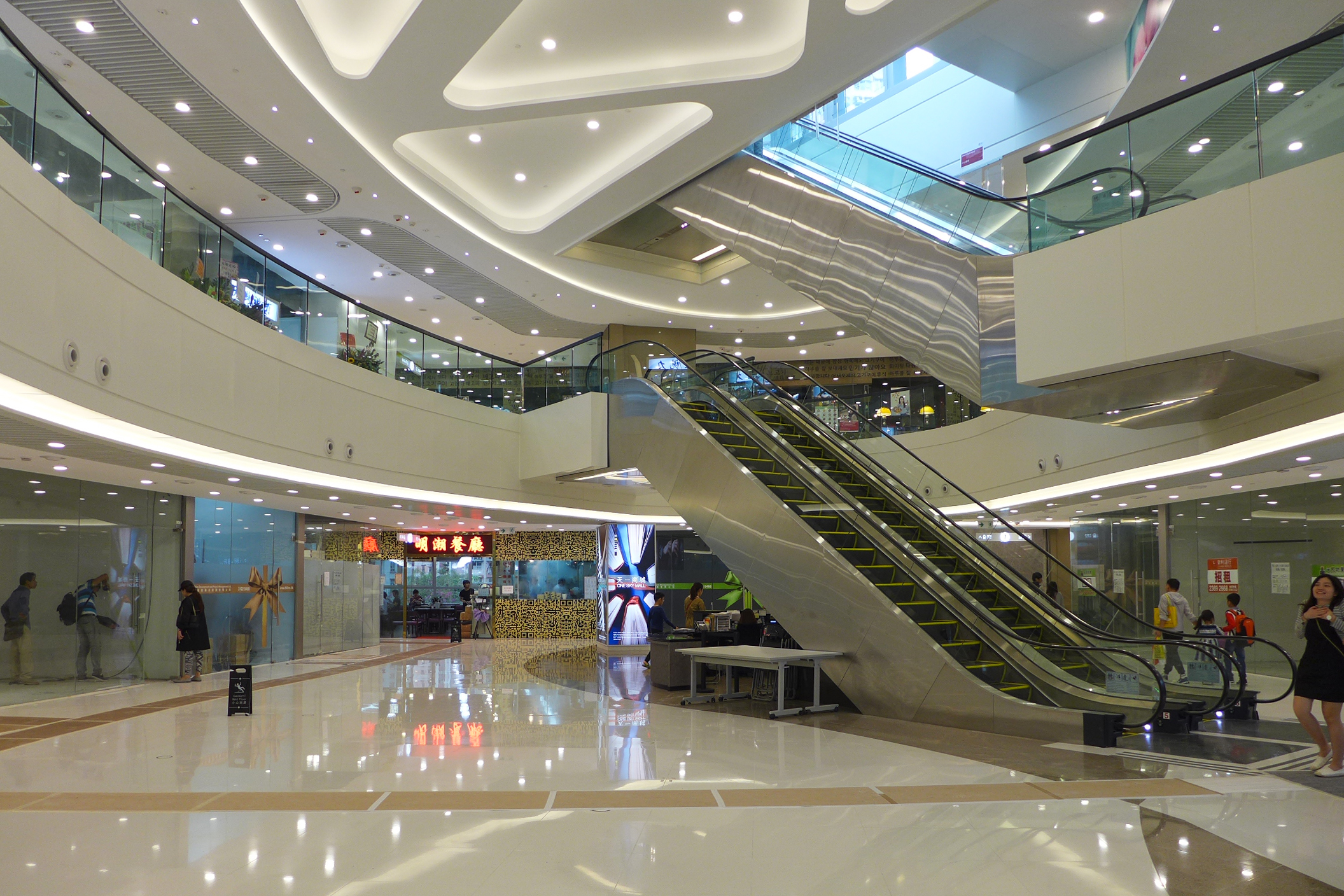
1樓至2樓中庭
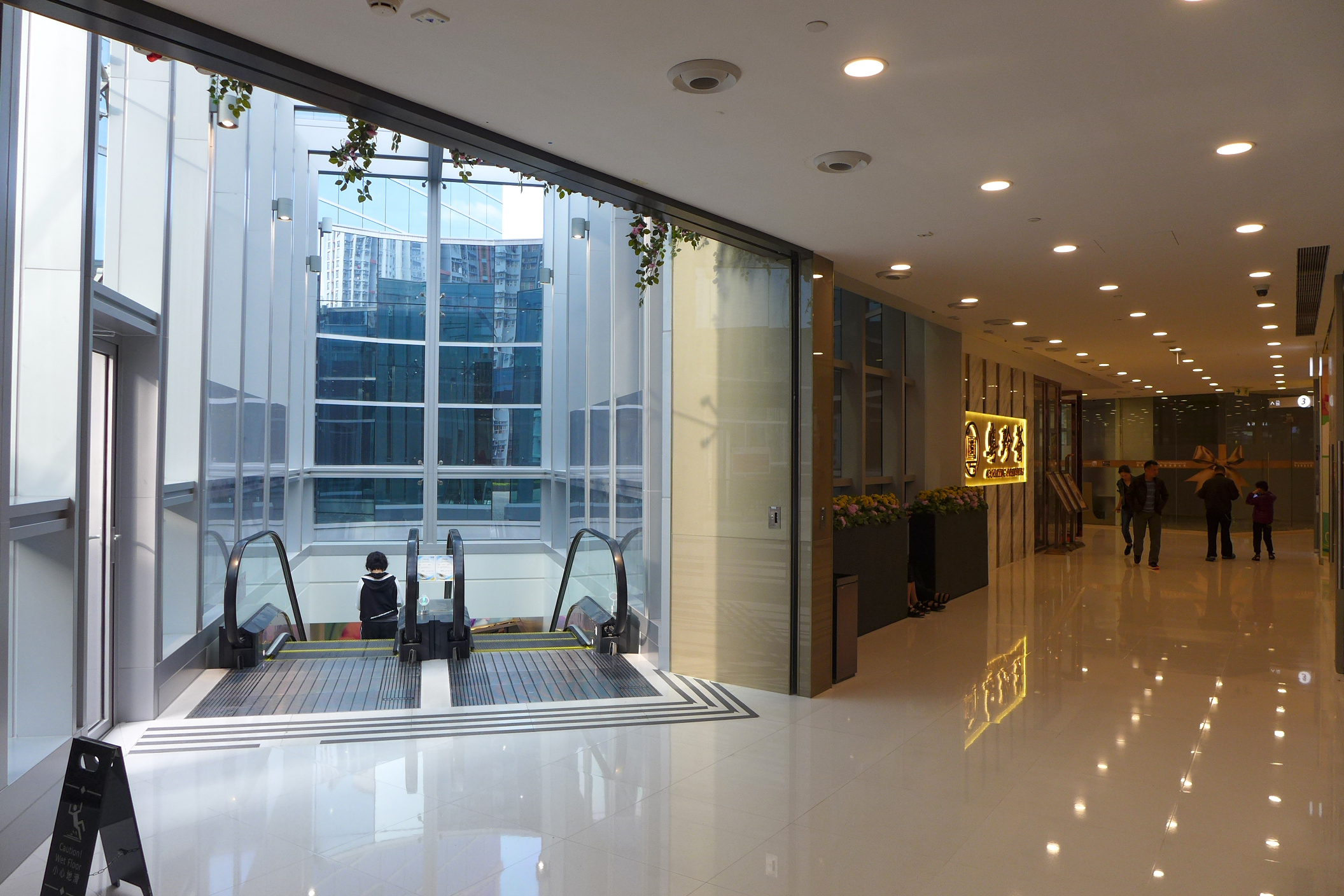
3樓設中式酒樓

## 酒店
4樓至20樓則為悅品天秀酒店，共提供約336間房間，於2017年9月15日開業，2024年9月30日結業。酒店的業主曾經在2023年11月計劃以8.38億元連同酒店牌照出售，但未有成事。
2024年8月2日酒店獲民政及青年事務局批出在「將酒店和旅館轉作青年宿舍用途的資助計劃」項目由天水圍居民服務協會基金會有限公司與億京發展及策劃有限公司合作推出，名為「琇居」，共有336個房間，可提供最多672個宿位。

## 毗鄰
- 天晴邨
- 天富苑
- 天逸邨
- 天秀墟
- 食環署天幕街市
- 慧景軒